# Сураж
Сура́ж — город (с 1781) в России, административный центр Суражского района Брянской области.
Распоряжением Правительства РФ от 29 июля 2014 года № 1398-р «Об утверждении перечня моногородов» город включён в категорию «Монопрофильные муниципальные образования Российской Федерации (моногорода), в которых имеются риски ухудшения социально-экономического положения».

## География
Город расположен на реке Ипуть (бассейн Днепра), в 177 км от Брянска и 14 км от границы с Республикой Беларусь. Одноимённая железнодорожная станция на малодеятельной стратегической неэлектрифицированной железнодорожной линии «Унеча—Орша».

## История
По неподтверждённым данным, Сураж впервые упоминается в начале XVII века. Первые достоверные сведения о селе Суражичи содержатся в так называемом «Инвентаре Мглина» — социально-экономическом описании Мглинской волости за 1650 год. Первоначально это было небольшое поселение, входившее в Мглинскую сотню Стародубского полка Войска Запорожского.
В 1782 году, с упразднением сотенно-полкового устройства в ходе административной реформы Екатерины II, деревня Суражичи была преобразована в уездный город (первоначальное название: Сураж-на-Ипути). Указом от 4 июня 1782 года городу был пожалован герб, на котором изображён «куст созревшего конопля в золотом поле, в знак изобилия сего растения, которым жители и производят торг».
В 1781—1796 годах — центр Суражского уезда в составе Новгород-Северского наместничества. С 1797 по 1801 годы — заштатный город Мглинского уезда в составе Малороссийской губернии, а в 1801—1802 годах — в составе Черниговской губернии. С 27 февраля 1803 года восстановлен в правах уездного города, центра Суражского уезда в составе Черниговской губернии.
Поскольку черта оседлости прошла восточнее города, в Сураже вплоть до Холокоста было значительное еврейское население. Список мещан Суража 1911 года включал 1014 взрослых жителей мужского пола, 287 из которых были христианами и 727 — евреями.
В 1919 году Суражский уезд был передан во вновь образованную Гомельскую губернию, а в 1921 уездный центр был перенесён из Суража в Клинцы, в связи с чем уезд стал именоваться Клинцовским. В 1926 году был передан в состав Брянской губернии. С 1929 года — районный центр.
Во время немецкой оккупации 27 марта 1942 года в Сураже было убито 560 узников еврейского гетто.
23 сентября освобожден от немецко-фашистских захватчиков.

## Население
| 1847    | 1856    | 1867    | 1897    | 1910    | 1926    | 1931    | 1939    | 1959    |
| ------- | ------- | ------- | ------- | ------- | ------- | ------- | ------- | ------- |
| 2300    | ↗3100   | ↗3800   | ↗4006   | ↗6700   | ↘5800   | ↗5900   | ↗9003   | ↘8534   |
| 1970    | 1979    | 1989    | 1992    | 1996    | 1998    | 2000    | 2001    | 2002    |
| ↗10 296 | ↗10 583 | ↗12 559 | ↗12 800 | ↗13 000 | ↘12 900 | ↘12 800 | ↘12 700 | ↘12 046 |
| 2003    | 2005    | 2006    | 2007    | 2008    | 2009    | 2010    | 2011    | 2012    |
| ↘12 000 | ↘11 900 | ↘11 800 | →11 800 | →11 800 | ↘11 709 | ↘11 640 | ↘11 622 | ↘11 583 |
| 2013    | 2014    | 2015    | 2016    | 2017    | 2018    | 2019    | 2020    | 2021    |
| ↗11 728 | ↘11 186 | ↗11 242 | ↘11 089 | ↘10 979 | ↘10 884 | ↘10 814 | ↘10 728 | ↗11 176 |

На 1 января 2025 года по численности населения город находился на 883-м месте из 1124 городов Российской Федерации.
Национальный состав
По итогам переписи населения 2020 года проживали следующие национальности (национальности менее 0,1 % и другое, см. в сноске к строке «Другие»):
| Национальность | Численность, чел. | Доля     |
| -------------- | ----------------- | -------- |
| Русские        | 9575              | 85,67 %  |
| Белорусы       | 91                | 0,81 %   |
| Украинцы       | 56                | 0,50 %   |
| Армяне         | 34                | 0,30 %   |
| Евреи          | 26                | 0,23 %   |
| Таджики        | 23                | 0,21 %   |
| Другие         | 1371              | 12,28 %  |
| Итого          | 11 176            | 100,00 % |

## Достопримечательности

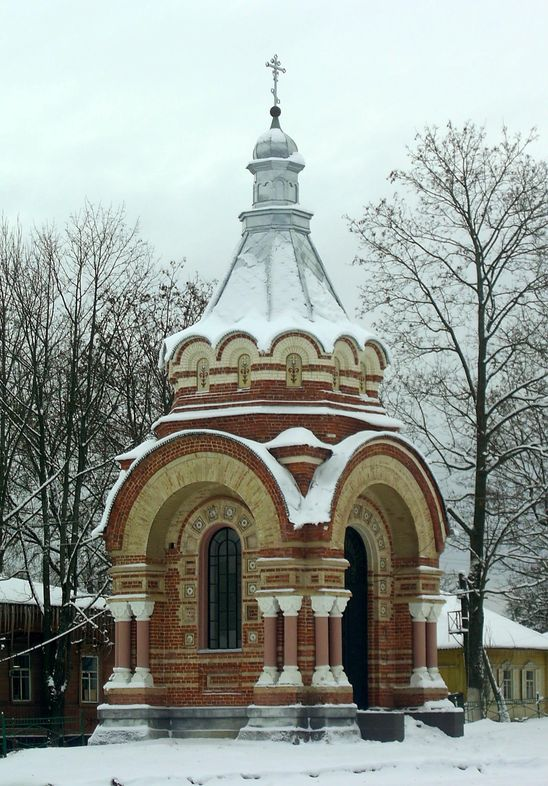
Часовня-усыпальница (1907)
в центре Суража

В центральной части Суража сохранились отдельные здания постройки конца XIX — начала XX века. Часовня-усыпальница, построенная в 1907 году в центре города по заказу местного дворянина Ивана Исаева над могилой безвременно ушедшей жены Елены. В народной памяти часовня связывается с более известным родом суражских дворян Искрицких, благодаря чему в литературе сегодня часто упоминается как «часовня-усыпальница Искрицких».
Живописные берега Ипути близ Суража — излюбленное место отдыха горожан.

## Экономика
Градообразующим предприятием Суража является фабрика технических картонов АО «Пролетарий». Благодаря решающей роли фабрики в экономике города в декабре 2009 года Сураж включён Министерством регионального развития в перечень моногородов. В 2011 году Сураж первым из моногородов Брянской области разработал и представил на утверждение в министерство регионального развития комплексный инвестиционный план (КИП) развития моногорода.

## Пенитенциарное учреждение
В городе осуществляет свою деятельность колония-поселение № 3 УФСИН России по Брянской области.
В середине 60-х годов XX века был открыт профилакторий для граждан с алкогольной зависимостью. Количество находившихся на излечении иногда доходило до тысячи человек, но сроки нахождения не превышали двух лет. С 1976 г. по 1993 г. действовал лечебно-трудовой профилакторий. Попавших сюда граждан исправляли трудотерапией, но только после прохождения курса лечения от алкоголизма. В 2001 году на базе профилактория была создана колония-поселение.
Осуждённые трудятся в подсобном хозяйстве, сооружают декоративные ограды, тротуарную плитку, памятники, распиливают лес. Здесь также налажено производство полипропиленовых мешков, имеется автомастерская.

## Уроженцы
- Замский, Хананий Самсонович (30 мая 1913 — 8 марта 1998) — советский учёный-дефектолог.
- Шуб, Эсфирь Ильинична (урождённая Рошаль; 16 марта 1894 — 21 сентября 1959) — советский кинорежиссёр.
- Рославец, Николай Андреевич (укр. Микола Андрійович Рославець; 4 января 1881 — 23 августа 1944) — россйский и украинский композитор, критик и общественный деятель.
- Клоччя, Андрей Васильевич (укр. Андрій Васильович Клоччі; 10 октября 1905 — 8 декабря 1972) — украинский писатель, член Союза писателей Украины.
- Кохан, Михаил Федотович (1907—1999) — горный инженер, Герой Социалистического Труда.
- Бельцова, Александра Митрофановна (латыш. Aleksandra Beļcova; 17 марта 1892 — 1 февраля 1981) — латвийская художница.